# Morinda piperiformis
Morinda piperiformis är en måreväxtart som beskrevs av Friedrich Anton Wilhelm Miquel. Morinda piperiformis ingår i släktet Morinda och familjen måreväxter. Inga underarter finns listade i Catalogue of Life.